# Lake Lorna
Lake Lorna (auch bekannt als Lorna Lake) ist ein kleiner Schmelzwassersee im ostantarktischen Mac-Robertson-Land, rund 15 Kilometer landeinwärts der Holme Bay. In der North Masson Range der Framnes Mountains liegt er inmitten eines vergletscherten Bergsattels zwischen Mount Ward und dem Fearn Hill.
Eine vom australischen Polarforscher John Béchervaise (1910–1998) geführte Mannschaft der Australian National Antarctic Research Expeditions entdeckte ihn im Januar 1956. Das Antarctic Names Committee of Australia benannte ihn nach Béchervaises Ehefrau Lorna Fearn, nach der auch der Fearn Hill benannt ist.